# Papirus 118
Papirus 118 (według numeracji Gregory-Aland), oznaczany symbolem {\displaystyle {\mathfrak {P}}^{118}} – wczesny grecki rękopis Nowego Testamentu, spisany w formie kodeksu na papirusie. Paleograficznie datowany jest na III wiek. Zawiera fragmenty Listu do Rzymian.

## Opis
Zachowały się cztery fragmenty jednej karty Listu do Rzymian (15:26-27,32-33; 16:1,4-7,11-12). Tekst pisany jest w dwóch kolumnach na stronę, 23-24 linijek w kolumnie.

## Historia
Tekst rękopisu opublikował G. Schenke w 2003 roku. INTF umieścił go na liście rękopisów Nowego Testamentu, w grupie papirusów, dając mu numer 118.
Rękopis datowany jest przez Instytut Badań Tekstu Nowego Testamentu na III wiek.
Obecnie przechowywany jest w Institut für Altertumskunde Uniwersytetu w Kolonii (Inv. No. 10311).